# 메이크업 브러시

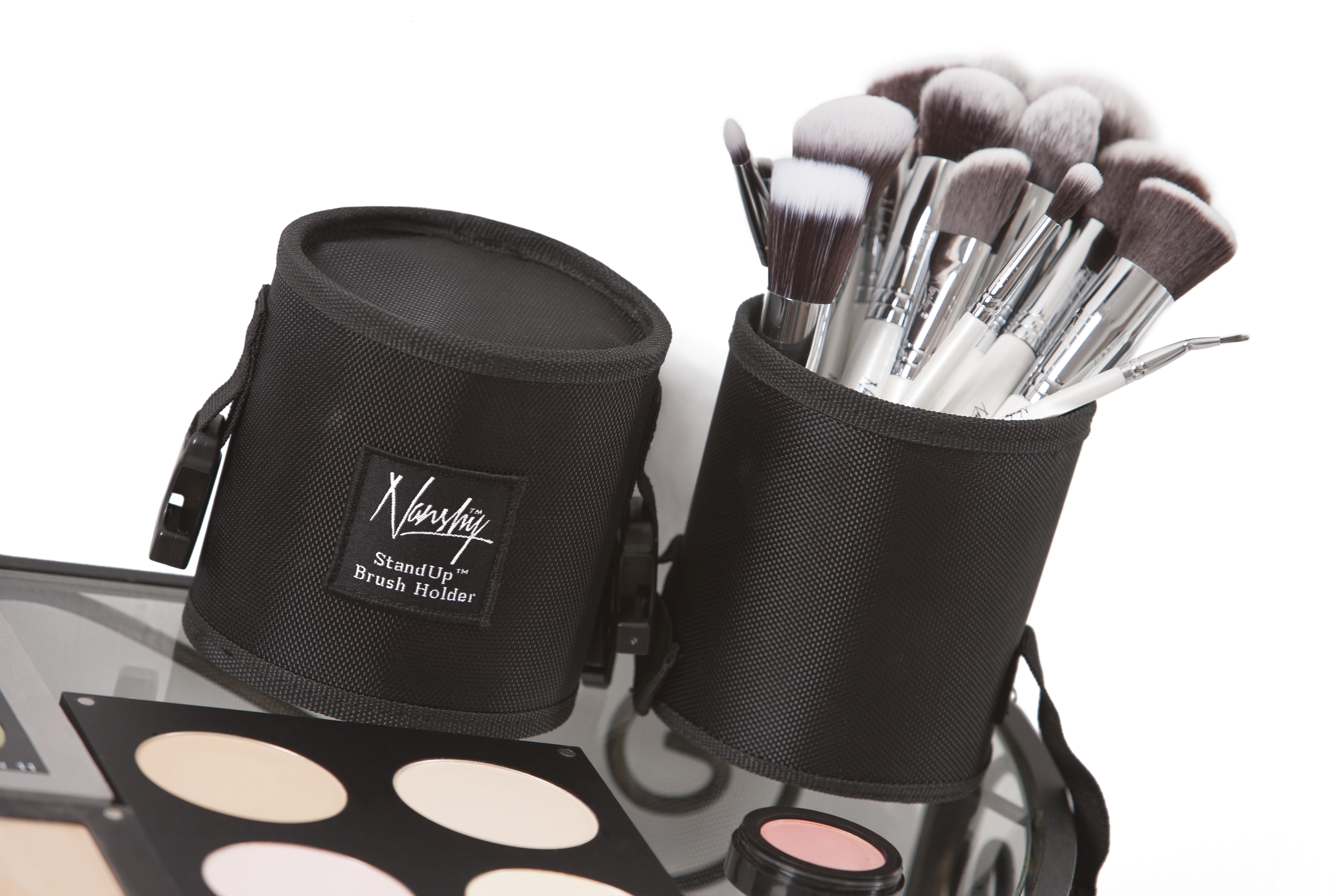
메이크업 브러시

메이크업 브러시(makeup brush)는 메이크업이나 페이스 페인팅에 사용되는 강모가 있는 도구이다. 강모는 천연 또는 합성 소재로 만들어지며 손잡이는 일반적으로 플라스틱이나 목재로 만들어진다. 적절한 브러시를 사용하여 화장품을 바르면 피부에 더 잘 블렌딩된다.
메이크업 브러시는 메이크업을 적용할 얼굴 부위, 화장품, 원하는 결과에 따라 모양과 크기가 매우 다양하다. 예를 들어, 브러시 끝의 모양은 끌로 깎인 형태, 직선형, 각진 형태, 원형, 편평한 형태 또는 점점 가늘어지는 형태일 수 있다.